# كنيسة القديسة صوفيا
كنيسة القديسة صوفيا (بالإنجليزية: Saint Sofia Church)‏ هي ثاني أقدم كنيسة في العاصمة البلغارية صوفيا، بُنيت في القرن السادس الميلادي. سُميت مدينة صوفيا بإسمِها في القرن الرابع عشر، التي كانت تُعرف سابقاً باسم (سيرديكا).
بُنيت الكنيسة الحالية على بقايا الكنيسة القديمة من العصر الروماني والتي دمرها غزو الهون وقوط، في عهد الإمبراطور البيزنطي جستينيان الأول. وفي فترة السيطرة العثمانية تحولت إلى مسجد. ووجدت فيها أجزاء من فسيفساء أحد المعابد القديمة.

## التاريخ

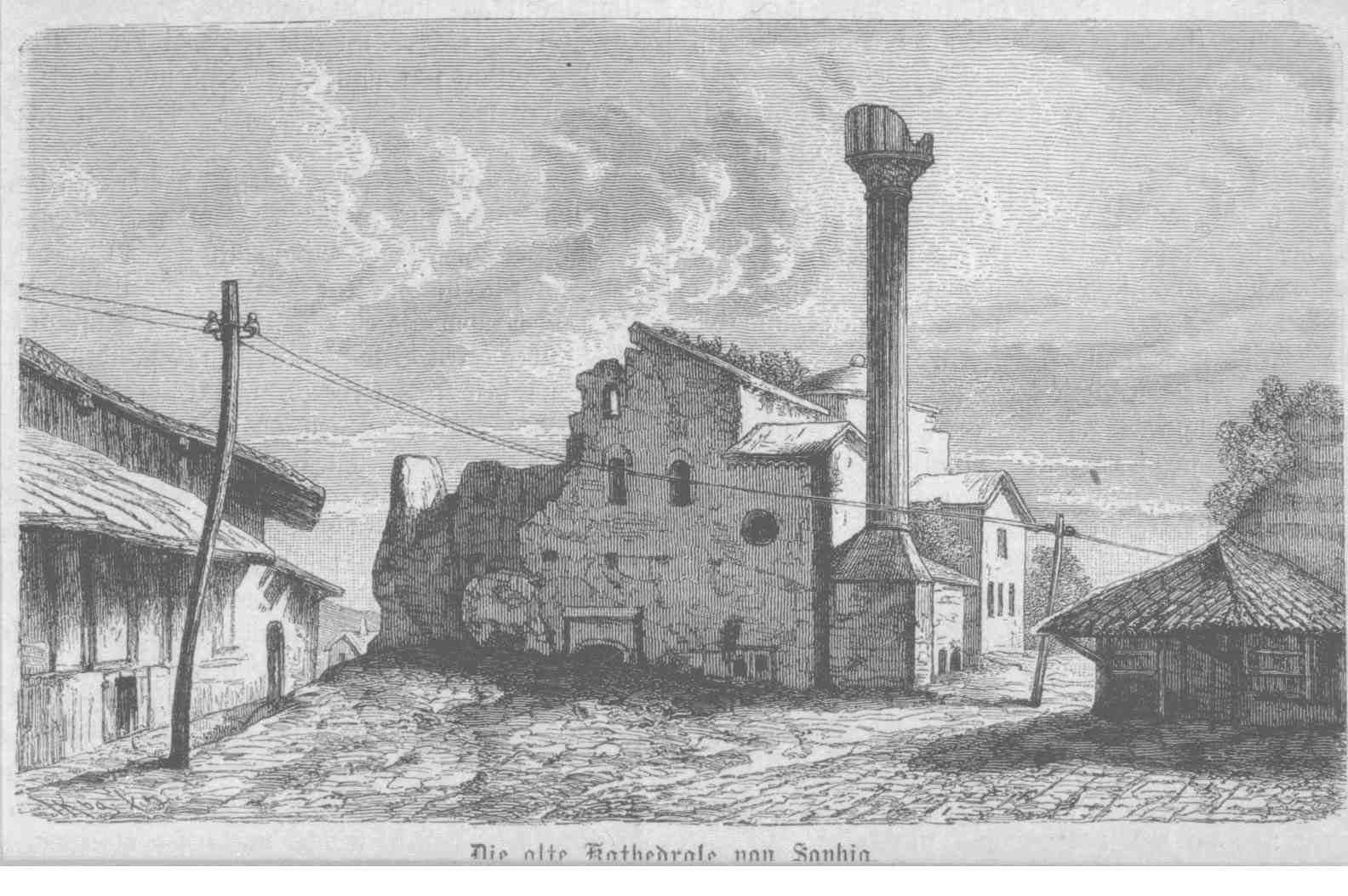
الكنيسة سنة 1878

بُنيت الكنيسة على أنقاذ العديد من الكنائس القديمة ومكان المقابر للبلدة الرومانية سيرديكا. في القرن الثاني الميلادي كان الموقع مسرح روماني. وعلى مر العصور التالية تم بناء العديد من الكنائس ليتم تدميرها من قِبل القوات الغازية مثل القوط والهون. وبُنيت الكنيسة في عهد الإمبراطور البيزنطي جستينيان الأول في مُنتصف القرن السادس الميلادي (527-565)، وبالتالي فزَمَن بِنائه معاصِر لكنيسة آيا صوفيا في القسطنطينية.
خلال زمن الإمبراطورية البلغارية الثانية (من القرن12 إلى القرن 14) أصبح البناء يُمثل كنيسة العاصمة. وفي القرن الرابع عشر سُميت المدينة باسم الكنيسة. وفي القرن 16 تم تحويل الكنيسة إلى مسجد، وذلك خلال حُكم الدولة العثمانية في إيالة الروملي. وخلال تلك الفترة تم تدمِير اللوحات الجِدارية الأصّلية وأضيف إليها المآذن. وخلال القرن التاسع عشر وقع زلزالين في المدينة، أدى لتدمير أحد المآذن وجزء من المسجد؛ وتم هجر المكان. ثم بدأت أعمال التَرميم بعد سنة 1900.
كنيسة القديسة صوفيا هي الآن واحدة من أهم الآثار القيّمة في العِمارة المسيحية المُبكرة في جنوب شرق أوروبا.

## معرض الصور

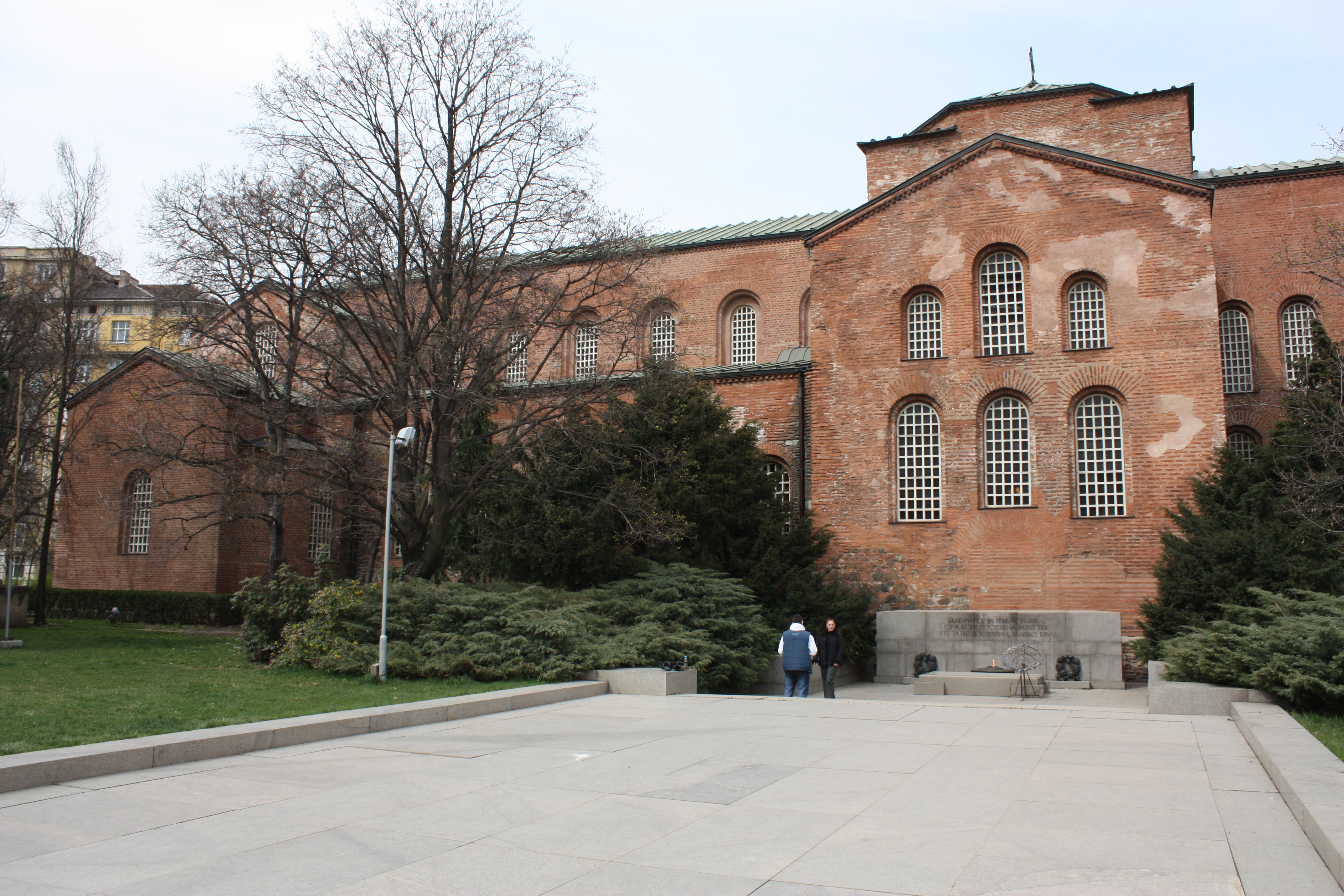
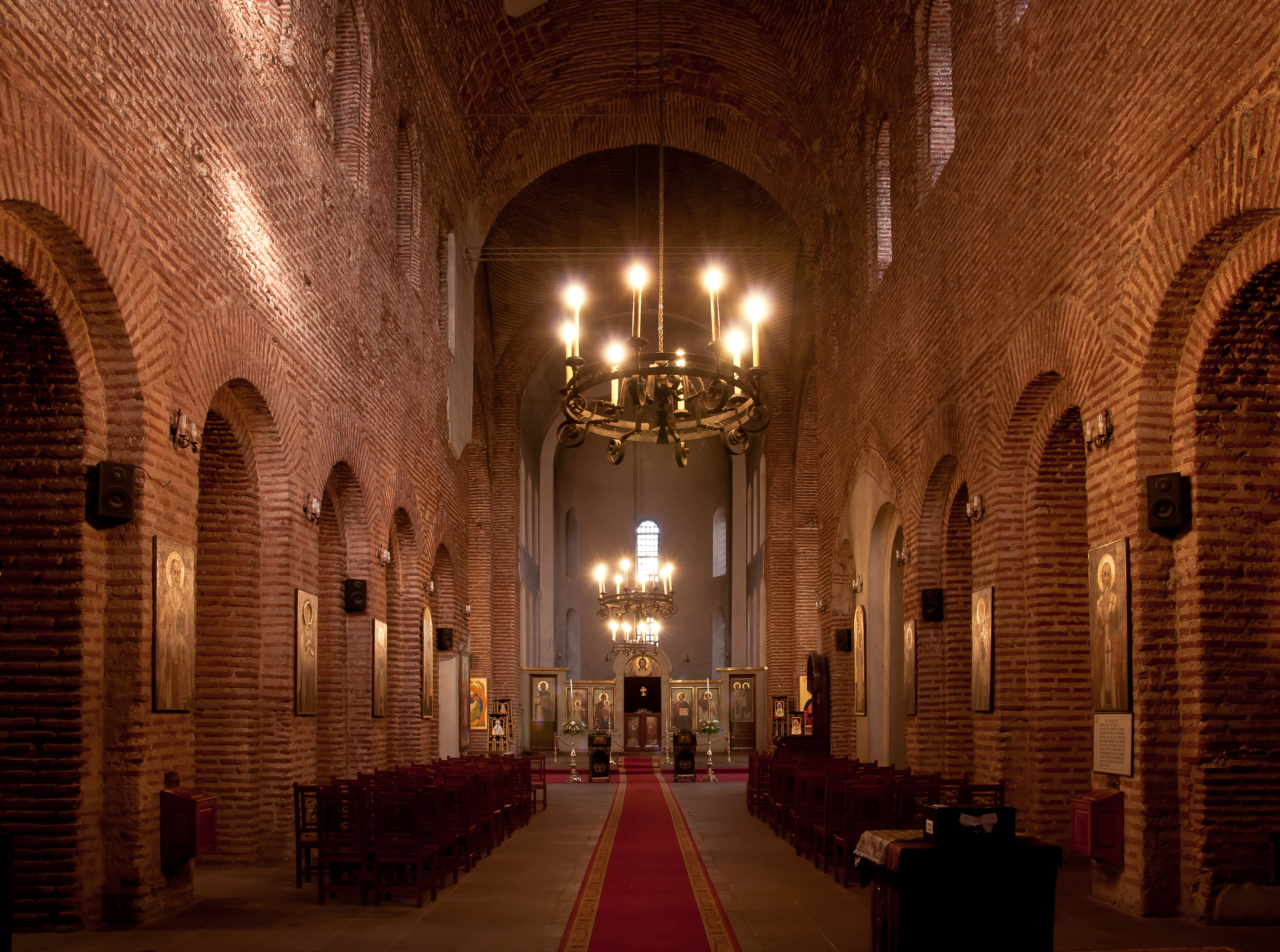
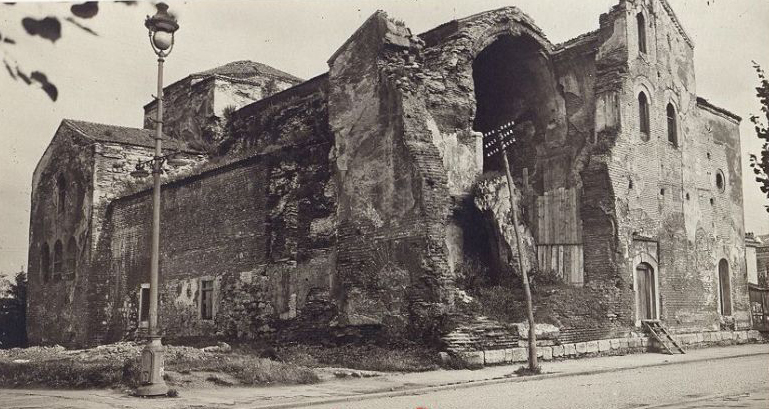
الكنيسة سنة 1915.
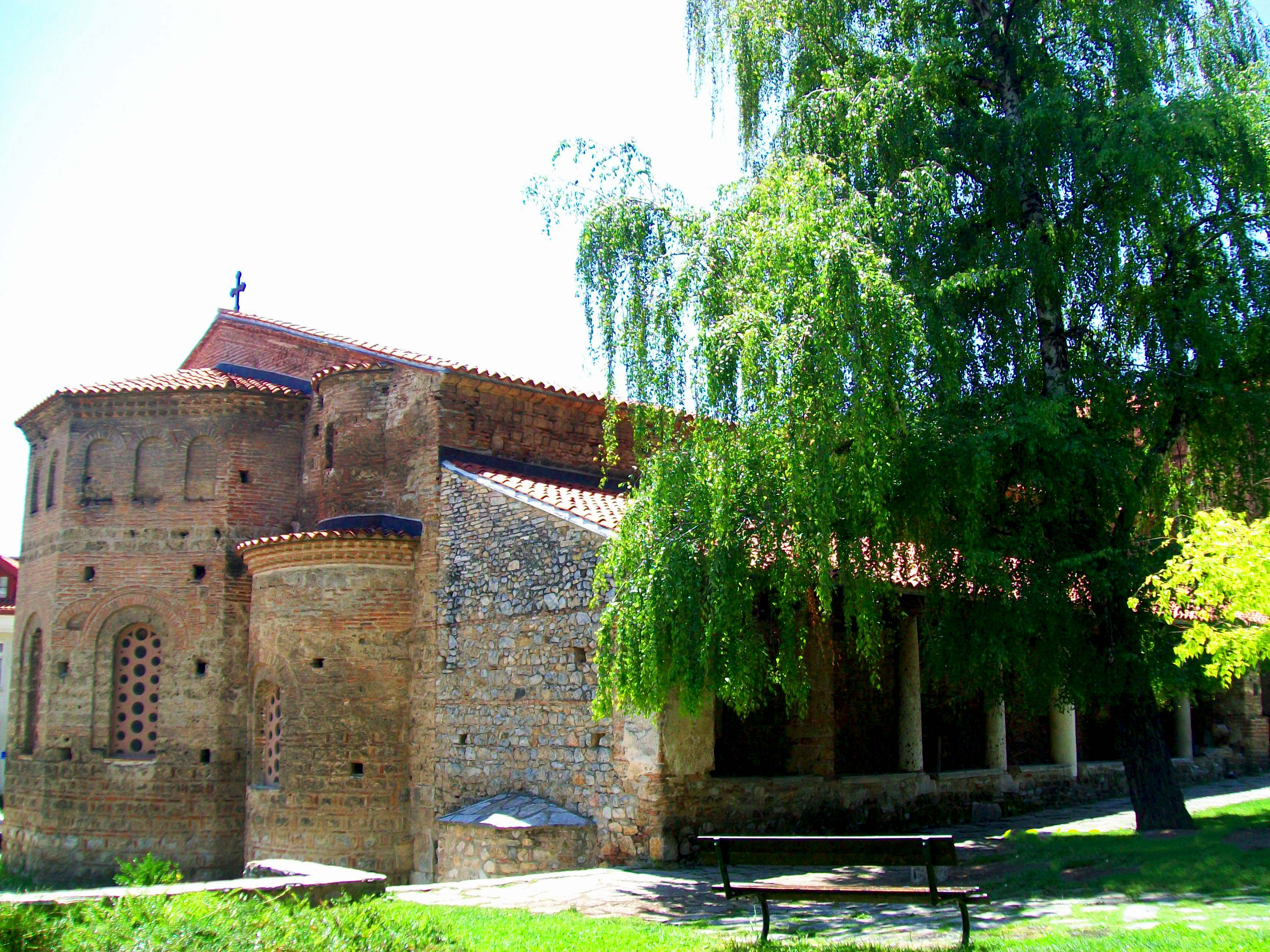
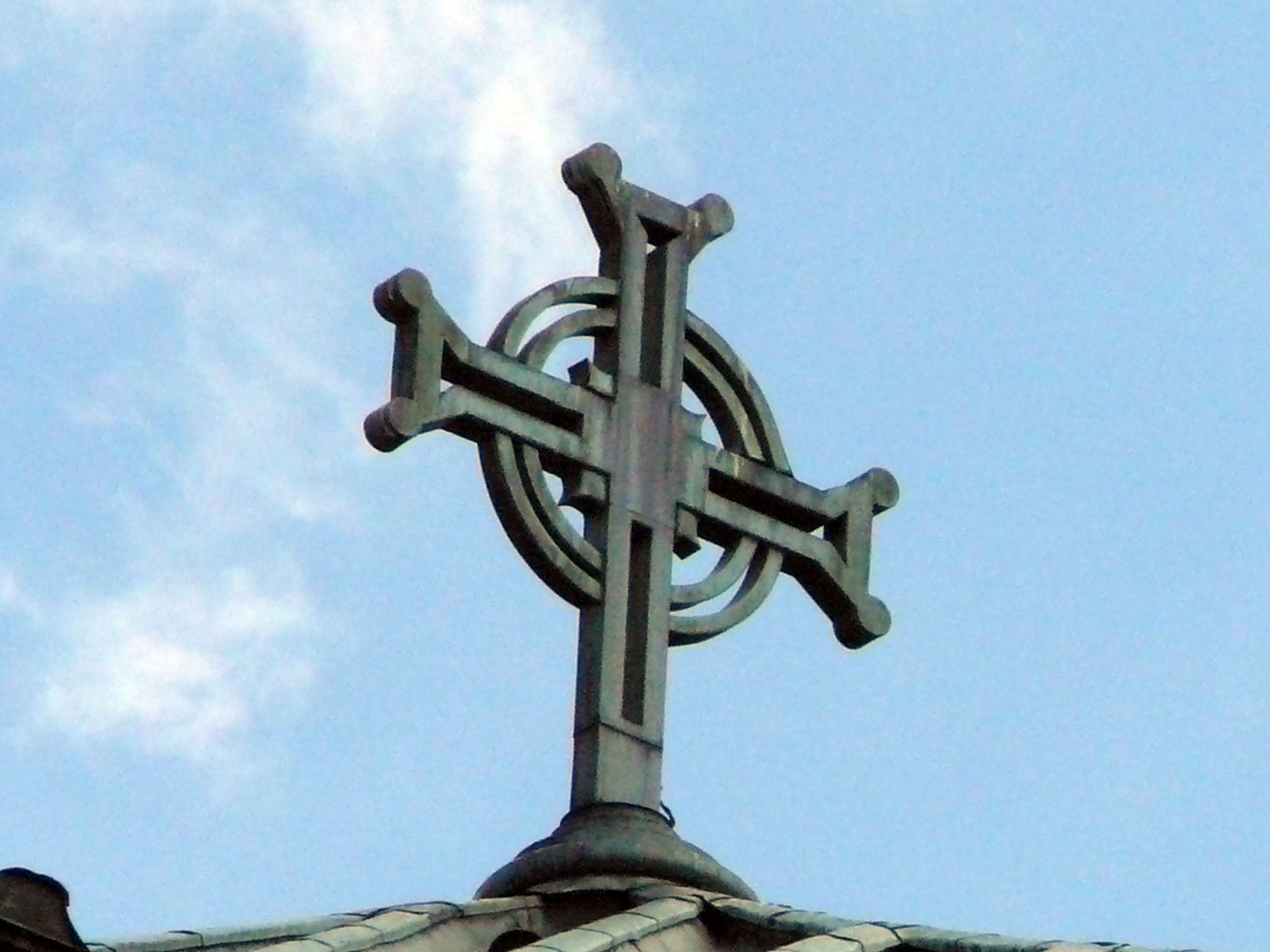

## إنظر أيضاً
- نهر إسكر